# 艾爾加奈鱷屬
艾爾加奈鱷屬（學名：Arganasuchus）是勞氏鱷科的一屬，化石發現於摩洛哥的艾爾加奈（Argana），地質年代為三疊紀晚期。艾爾加奈鱷的化石是在1970年代發現，包含部分下頜、頸椎、以及骨盆，當時被歸類於鐵沁鱷。在2007年，這些化石被建立為新屬。模式種是A. dutuiti，屬名意為「艾爾加奈鱷魚」。艾爾加奈鱷與勞氏鱷科的波斯特鱷有數項類似的生理特徵。